# Супрематическая композиция
«Супрематическая композиция» («Синий прямоугольник поверх красного луча») — картина Казимира Малевича 1916 года, самое дорогое произведение русского искусства.

## История
Написана в 1916 году. В 1919—1920 годах выставлялась в Москве.
В 1927 году Малевич выставлял картину на выставках в Варшаве, а позже в Берлине. После срочного отъезда в СССР в июне 1927 года картина была передана им на хранение немецкому архитектору Хуго Херингу. В целом, после выставки Малевич оставил в Берлине в 1927 году более ста своих полотен. Позднее Херинг вывез эти полотна из нацистской Германии, где они подлежали уничтожению как «дегенеративное искусство». В 1958 году его наследники продали картину музею Стеделик в Амстердаме, за солидную по тем временам сумму в 120 тысяч гульденов.
На протяжении XX века картина неоднократно выставлялась на различных выставках, преимущественно европейских. Амстердамское собрание работ Малевича — крупнейшее за пределами бывшего СССР
Когда в 2003—2004 годах музей выставлял полотна Малевича в США, наследники художника оспорили права Херинга (и, соответственно, музея) распоряжаться ими. После 4-летнего судебного разбирательства стороны пришли к мировому соглашению, согласно условиям которого музей уступил наследникам пять значимых картин из своего собрания (см. реституция после Второй мировой войны частным лицам). После 17 лет судебных споров картина была возвращена наследникам художника.
3 ноября 2008 года на аукционе «Сотбис» в Нью-Йорке картина была продана неизвестному покупателю за 60 002 500 долларов, став одной из самых дорогих картин в истории, написанной русским художником на тот момент.
16 мая 2018 года на аукционе «Кристис» в Нью-Йорке она была выставлена вновь, и оказалась проданной за $85 812 500. Покупатель остался анонимным. Сделка признана самой дорогой в истории для картин российских художников.